# Эдесий
Эде́сий Каппадо́кийский (др.-греч. Αἴδεσιος Καππᾰδόκης, ум. 355) — античный философ-неоплатоник, теург, ученик Ямвлиха, учитель Юлиана Отступника, основатель Пергамской школы неоплатонизма. 
Происходил из Каппадокии, из богатой семьи. Был направлен отцом в Грецию с коммерческими целями, но вернулся оттуда философом-энтузиастом. Когда Эдесий вернулся, отец хотел изгнать его из своего дома и спросил: "Какая польза от твоей философии?" Эдесий ответил, что она заставляет его уважать отца даже тогда, когда тот изгоняет его из дома. Евнапий сообщает о посещении Эдесием в Сирии Ямвлиха, который произвел на него огромное впечатление и вселил в него философское вдохновение. После смерти Ямвлиха переселился в Пергам, где возглавил школу учителя.
Пергамская школа, под руководством Эдесия, уделяла преимущественное внимание теургии и мифологии. (Сам Эдесий расходился с Ямвлихом по некоторым вопросам магии и теургии.) Источником авторитета здесь является уже не текст предшественника, но тайное, сокровенное знание о нем. Так, Эдесий был одним из немногих, кто беседовал лично с Ямвлихом и хранил содержание этих бесед в тайне. Интересно объяснение, которое Евнапий дает такой скрытности: «сам Эдесий скрыл это, потому что времена были не те (ибо правил Константин, который уничтожал самые известные из храмов и строил здания для христиан), отчасти же, наверное, и потому, что ученики Ямвлиха были склонны хранить полное молчание о том, что касалось мистериального, и обладали присущей иерофантам сдержанностью в словах».
Помимо Юлиана Отступника учениками Эдесия были Максим Эфесский, Хрисанфий из Сард, Приск из Эпира, Евсевий из Минда.